# Nine Lives: A Musical Adaptation Live
Pour plus de détails, voir Fiche technique et Distribution.
Nine Lives: A Musical Adaptation Live est une comédie musicale américaine réalisée par John Sanchez et sortie en 2011.

## Fiche technique
- Titre original : Nine Lives: A Musical Adaptation Live
- Réalisation : John Sanchez
- Scénario : Paul Sanchez et Colman deKay
- Photographie : John Sanchez
- Montage : John Sanchez
- Musique : Paul Sanchez
- Costumes :
- Décors :
- Producteur : Michael Cerveris, Chris Joseph, John Sanchez et Scott Shalett
  - Coproducteur : Paul Sanchez
- Sociétés de production : Nine Lives Musical Production Company et Penchant Productions
- Sociétés de distribution : Mystery Street Records
- Pays d'origine :  États-Unis
- Langue originale : anglais
- Format : couleur
- Genre : Comédie musicale
- Durée : 106 minutes
- Dates de sortie :
  - États-Unis : 17 septembre 2011

## Distribution
- Michael Cerveris : John / Joann Guidos
- Harry Shearer : George Montgomery
- Bryan Batt : Billy Grace
- Paul Sanchez : Dr Frank Minyard
- Tara Brewer : Kathy Guidos
- Debbie Davis : Big Anne, l'infirmière et la femme stricte